# International One Metre
Die International One Metre, kurz IOM, bezeichnet eine Klassifizierung im Bereich der funkferngesteuerten Modell-Segelboote, die für Rennzwecke eingesetzt werden. Dies geschieht nach den Wettfahrtregeln der World Sailing, dem Weltverband aller Segelsportarten. Der Name der Klasse lehnt sich an das Hauptmerkmal der Boote an: Die Rumpflänge von einem Meter.
Die IOM-Klassenregeln legen z. B. die Segelgröße und die Hauptdimensionen des Bootes fest (Verdrängung, Länge, Entwurf), wobei es doch einige Freiheiten beim Rumpfdesign gibt. Die Verbreitung dieser Klasse wurde durch die vorgegebenen, relativ preiswerten Materialien und Werkstoffe begünstigt. Die Verwendung von Hochtechnologie-Materialien ist (bis auf geringe Ausnahmen) ausgeschlossen. Das Mindestgewicht ist mit 4000 g festgelegt. Ebenso der Tiefgang mit 420 mm. Es sind drei fest definierte Riggs vorgegeben.
Es gibt seit Jahren eine Vielzahl von nationalen und internationalen Wettbewerben.

## Historie
Das Regelwerk wurde im Ursprung 1988 durch die ISAF (heutige Benennung: International Radio Sailing Association, IRSA) festgelegt, um die damals weltweit ersonnenen 1-m-Regeln zu harmonisieren.

## Veranstaltungen

### Weltmeisterschaften
| Jahr/Ort          | Gold                                                   | Silber                                                    | Bronze                                                |
| ----------------- | ------------------------------------------------------ | --------------------------------------------------------- | ----------------------------------------------------- |
| 1994, Saint-Cyr   | Graham Bantock, Vereinigtes Königreich Design Red Wine | Chris Dicks, Vereinigtes Königreich Design Metrick Magick | Mark Dicks, Vereinigtes Königreich Design Crossbow    |
| 1997, Wellington  | Craig Smith, Australien Design TS2                     | Geoffrey Smale, Neuseeland =                              | Trevor Bamforth, Neuseeland Design TS2                |
| 1999, Malta       | Graham BANTOCK, Vereinigtes Königreich Design Ikon     | Craig SMITH, Australien Design TS-2                       | Martin ROBERTS, Vereinigtes Königreich Design Widget  |
| 2001, Omišalj     | Martin Roberts, Vereinigtes Königreich Design Widget   | Graham Bantock, Vereinigtes Königreich Design Ikon        | Gary Cameron, Australien Design TS2                   |
| 2003, Vancouver   | Trevor Binks, Vereinigtes Königreich Design Isis       | Craig Smith, Australien Design TS2                        | Paul Jones, Australien Design Disco                   |
| 2005, Mooloolaba  | Craig Smith, Australien Design Obsession               | Graham Bantock, Vereinigtes Königreich Design Topico      | Paul Jones, Australien Design Cockatoo                |
| 2007, Marseille   | Brad Gibson, Australien Design Widget                  | Guillermo Beltri, Spanien Design Italiko                  | Craig Smith Australien Design Obsession               |
| 2009, Barbados    | Zvonko Jelacic, Kroatien Design Pikanto                | Brad Gibson, Australien Design Widget                     | Mario Skrlj, Kroatien Design Pikanto                  |
| 2011, West Kirby  | Peter Stollery, Vereinigtes Königreich Design BritPOP  | Brad Gibson, Vereinigtes Königreich Design BritPOP        | Graham Elliott, Vereinigtes Königreich Design BritPOP |
| 2013, Sdot Yam    | Rob Walsh, Vereinigtes Königreich Design BritPOP       | Marko Matic, Kroatien Design Kantun S                     | Søren Andresen Dänemark Design Cheinz                 |
| 2015, Foster City | Brad Gibson, Vereinigtes Königreich Design POP         | Peter Stollery, Vereinigtes Königreich Design BritPOP     | Zvonko Jelacic, Kroatien Design Kantun S              |
| 2017, Pierrelatte | Zvonko Jelacic, Kroatien Design Kantun 2               | Guillermo Beltri, Spanien Design Sedici                   | Rob Walsh, Vereinigtes Königreich Design BritPOP      |